# Panama (textil)

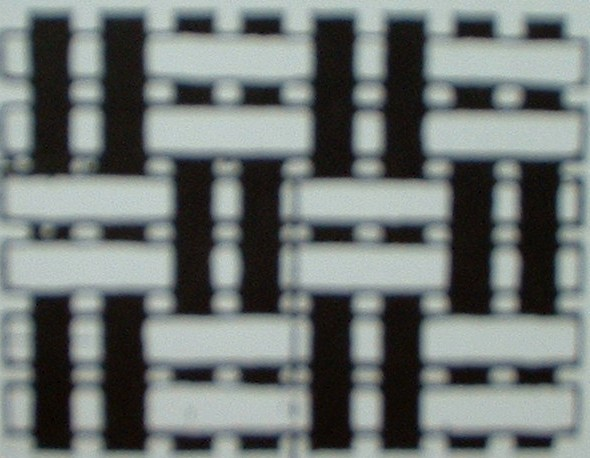
Struktura panamové vazby

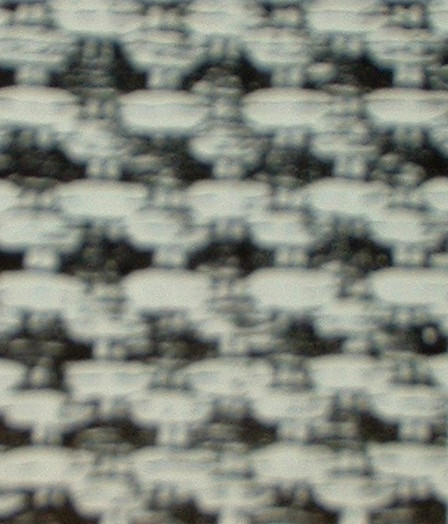
Tkanina v panamové vazbě

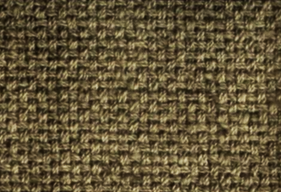
Vzorek mnišské látky tkané v roce 1918

Panama (zvaná také hopsak) je vazba tkanin odvozená od základní plátnové vazby. Tkanina se zhotovuje tak, že se na způsob plátnové vazby spolu prolínají nejméně dvě osnovní a dvě útkové niti. Nitě ve dvojici k sobě těsně přiléhají a na místech překřížení vznikají pro panamu typické velké póry.
Vazba dostala svůj název pravděpodobně podle slaměných klobouků zvaných panamské, panama s podobnou strukturou, byly nazvány podle středoamerického státu Panama (třebaže jejich původ je v Ekvádoru).
Tkaniny v panamové vazbě mají měkčí omak než výrobky v plátnové vazbě, vyžadují však zpravidla hustší dostavu.
Na hladkou panamu se používá stejný počet osnovních a útkových nití a tím se tvoří kostkové vzory různých velikostí.
Vazba s dvojnásobným počtem (jemnějších) osnovních nití se nazývá polopanama (nebo dvouniťové plátno).
Ve vzorované panamě se tvoří z kostek různě velké obrazce.
Imitace panamy se vyrábí ze skaných přízí.
Kanvas nebo kanava je tkanina svou pórovitou strukturou velmi podobná tkanině panamové, je však zhotovena v plátnové vazbě.

## Použití
- Z bavlněných tkanin se nejčastěji šijí letní košile a halenky[2]
- Vlněná panama se používá na obleky a kostýmy[3]
- Bavlnářská tkanina (z bavlny, polyesteru nebo směsi) zvaná mnišská látka (monks cloth) používaná na ruční tufting,[4] jako základní tkanina pro strojní vyšívání, bytové dekorace i svrchní oděvy.[5] Název má pocházet od středověkých budhistických mnichů v Indii, kteří používali tuto tkaninu na oděvy, přikrývky aj.[6]

Varianta mnišské látky je tkanina ve vazbě čtyřniťového  plátna. Používá se asi od 40. let 20 století na podklad výšivek zvaných švédská tkanina (nebo huck embroidery).
- Panama z přírodního hedvábí se používá na módní kravaty[8]
- Známé jsou také podkladové tkaniny (např. natté) na vyšívání a těžká plachtovina v panamové vazbě.[9]